# Bargueño

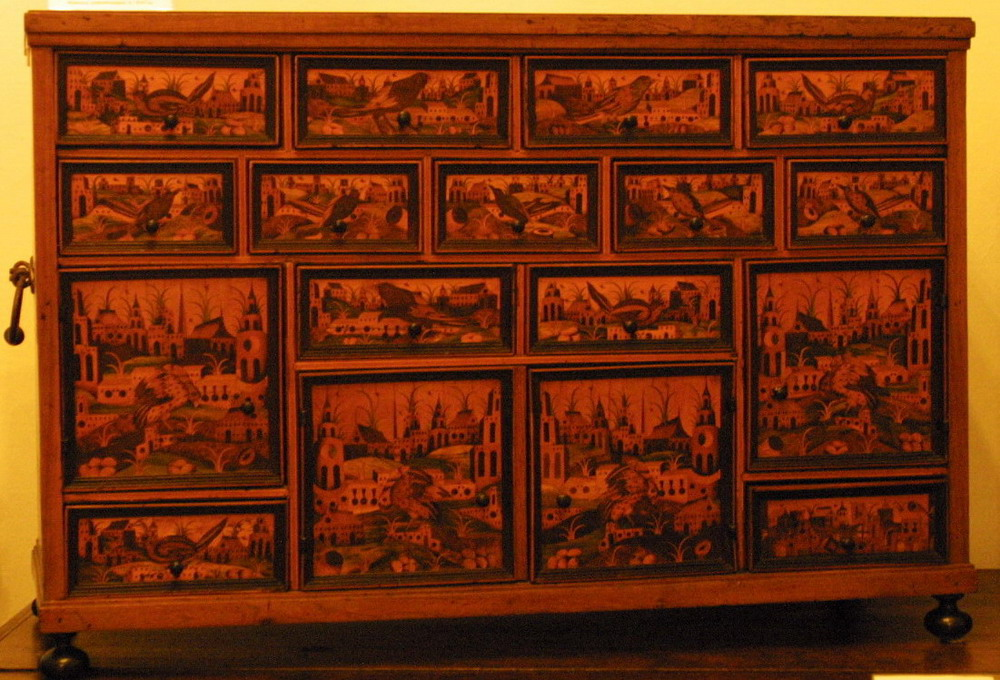
Un bargueño

Il Bargueño, chiamato anche Vargueño, o monetiere (in italiano) o anche cabinet (in italiano, inglese, francese, tedesco, e portoghese), è uno stipo spagnolo di origine moresca prodotto a partire dal Quattrocento fino ai nostri giorni.

## Origine e storia
Il nome deriva dalla località spagnola di Bargas, o Vargas, una piccola località prossima a Toledo che nel Cinquecento e nel Seicento conservò una chiara supremazia nella produzione iberica del mobile, contendendo ad Anversa il primato europeo.

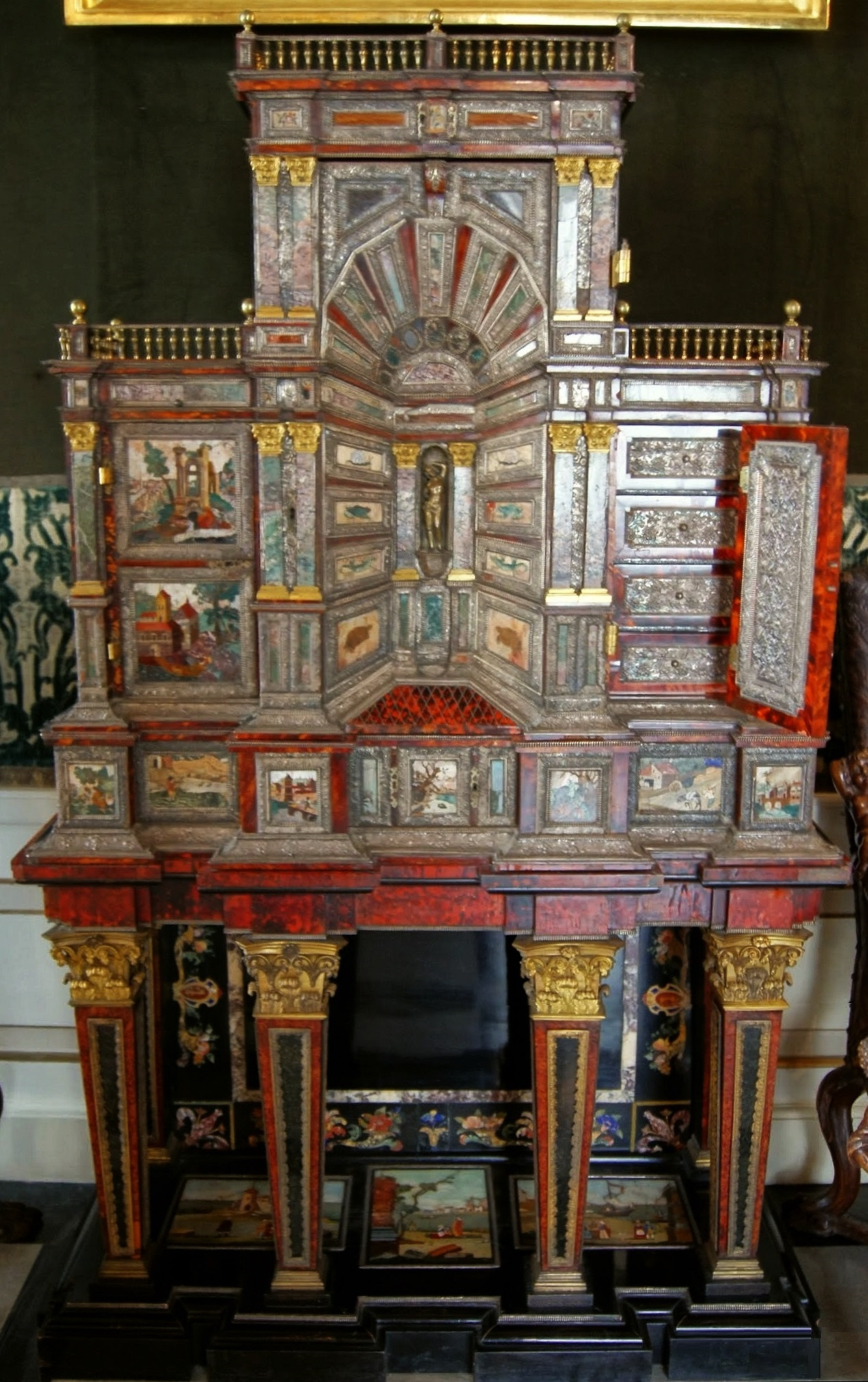
Fiorentina pietra dura cabinet con diverse ante e cassetti è un tipico esempio di tardo barocco intarsiato arredamento con materiali preziosi (National Museum in Warsaw, esposti a Wilanów Palace).

La sua origine va rintracciata nell'arte mudejar, ossia nell'arte cristiana di derivazione moresca, infatti nella zona spagnola musulmana, il Bargueño era un mobile di arredamento peculiarmente femminile e veniva inserito nella grande stanza facente da soggiorno adibita all'accoglienza dei visitatori, caratterizzata da un rialzo del pavimento a forma di ferro di cavallo, su cui giacevano cuscini, tappeti e Bargueñi.
L'origine musulmana, e soprattutto persiana è attestata anche dall'aspetto decorativo, costituito per lo più da intarsi, sia interni sia esterni, di stile musulmano. Anche quando nel Seicento, l'intaglio sostituì l'intarsio come decorazione tipica dell'epoca, rimasero ugualmente intatti gli elementi moreschi.
Mentre originariamente venne definito Bargueño solo la parte superiore dello stipo, costituita da una specie di bauletto apribile da collocare su un altro mobile di appoggio, in un secondo tempo, con la tendenza a costruire la parte di sostegno in armonia con il corpo superiore, la denominazione si riferì ad entrambi i pezzi collegati; e infine quando nel Seicento dilagò la moda di costruire lo stipo in un unico blocco verticale, anche questo tipo di struttura conservò il nome di Bargueño.
Lo stipo è caratterizzato da un'apertura a ribalta e da un buon numero di cassetti e ripostigli, prevalentemente intarsiati in avorio e madreperla e impreziositi da ornamenti rinascimentali.
È stato il prototipo dal quale derivarono tutte le varie forme di stipo diffuse in Europa, che resero questo mobile il più a lungo in voga, non solo artisticamente, e la cui realizzazione richiese l'intervento dei migliori artigiani, oltre all'utilizzo dei migliori legni e delle materie più preziose.

## Diffusione
Il Bargueño è diffuso soprattutto in tutta Europa e nelle Americhe, dal XV secolo ad oggi la sua popolarità non è mai scemata e anzi nel XX secolo è ritornato prepotentemente di moda come oggetto di antichità.